# Challenger de Champaign 2024
El torneo Champaign–Urbana Challenger 2024 fue un torneo de tenis perteneció al ATP Challenger Tour 2024 en la categoría Challenger 75. Se trató de la 28ª edición; el torneo tuvo lugar en la ciudad de Champaign (Estados Unidos), desde el 11 hasta el 17 de noviembre de 2024 sobre pista dura bajo techo.

## Jugadores participantes del cuadro de individuales
| Preclasificado | País                      | Jugador             | Rank1 | Posición en el torneo |
| 1              | Bandera de Australia      | Adam Walton         | 90    | Primera ronda         |
| 2              | Bandera de Estados Unidos | Christopher Eubanks | 118   | Segunda ronda         |
| 3              | Bandera de Estados Unidos | Learner Tien        | 121   | Primera ronda         |
| 4              | Bandera de Estados Unidos | Mitchell Krueger    | 145   | Primera ronda         |
| 5              | Bandera de Estados Unidos | Nishesh Basavareddy | 170   | FINAL                 |
| 6              | Bandera de Estados Unidos | Patrick Kypson      | 182   | Cuartos de final      |
| 7              | Bandera de Estonia        | Mark Lajal          | 229   | Primera ronda         |
| 8              | Bandera de Kazajistán     | Beibit Zhukayev     | 233   | Segunda ronda         |

- 1 Se ha tomado en cuenta el ranking del 4 de noviembre de 2024.

### Otros participantes
Los siguientes jugadores recibieron una invitación (wild card), por lo tanto ingresan directamente al cuadro principal (WC):
- William Mroz
- Kenta Miyoshi
- Jeremy Zhang

Los siguientes jugadores ingresan al cuadro principal tras disputar el cuadro clasificatorio (Q):
- Martin Borisiouk
- Micah Braswell
- Ezekiel Clark
- Felix Corwin
- Strong Kirchheimer
- Alex Rybakov

## Campeones

### Individual Masculino
- Ethan Quinn derrotó en la final a  Nishesh Basavareddy por 6–3, 6–1

### Dobles Masculino
- Evan King /  Reese Stalder derrotaron en la final a  James Davis /  James MacKinlay por 7–6(3), 7–5